# Miroslav Bôžik
Miroslav Bôžik (* 23. března 1959) je bývalý slovenský fotbalista. Jeho bratrem Róbert Bôžik byl také prvoligovým fotbalistou.

## Fotbalová kariéra
V československé lize hrál za TJ Sigma Olomouc. Nastoupil ve 3 ligových utkáních. Dále působil v Malajsii v klubu Negeri Sembilan, kde patřil s bratrem Róbertem k aktérům tamní sázkařské aféry.

## Ligová bilance
| Ročník                                      | Zápasy | Góly | Minuty | Klub               |
| ------------------------------------------- | ------ | ---- | ------ | ------------------ |
| 1. slovenská národní fotbalová liga 1981/82 | 1      | 0    | -      | Slovan Agro Levice |
| Česká národní fotbalová liga 1983/84        | 2      | 0    | -      | TJ Sigma Olomouc   |
| 1. československá fotbalová liga 1984/85    | 3      | 0    | 27     | TJ Sigma Olomouc   |
| CELKEM                                      | 3      | 0    | 27     |                    |